# دروسيا
دروسيا (Δροσιά) هي مدينة في إقليم أتيكا في اليونان.
يبلغ عدد سكانها حوالي 8784 نسمة.